# Lightsaber
Singles de EXO
Love Me Right
(2015) Sing for You
(2015)
Lightsaber (chinois : 光剑 ; japonais : ボーナストラック) est un single du boys band sud-coréano-chinois EXO, sorti le 11 novembre 2015 en coréen pour leur collaboration avec Star Wars. Il a été publié en version coréenne par SM Entertainment le 11 novembre 2015. La chanson a été annoncée comme étant une piste bonus pour leur mini-album Sing for You. Il a été publié en coréen et en mandarin le 10 décembre 2015 simultanément avec l'EP. Le single est sorti plus tard en japonais le 17 décembre 2015 par Avex Trax.

## Contexte et sortie
Le 4 novembre 2015, EXO a annoncé la sortie de "Lightsaber", une chanson promotionnelle pour le film Star Wars, épisode VII : Le Réveil de la Force en Corée du Sud, dans le cadre du projet de collaboration entre SM Entertainment et Walt Disney. Une vidéo teaser est sortie le 8 novembre suivie de ses clips vidéos et de sa sortie numérique le 11 novembre. "Lightsaber" a été annoncé plus tard à être inclus dans le mini-album comme piste bonus le 7 décembre. La chanson parle d'un garçon qui est le « sauveteur » d'une fille avec son « sabre laser » qui lui permet de sortir de son obscurité.

## Clip-vidéo
Le clip de "Lightsaber" comprend seulement trois membres du groupe Baekhyun, Kai et Sehun, les membres sont dans un monde inspiré de Star Wars où les clubs portent l'enseigne "Jedi Only", avec à leur portée des sabres laser.

## Représentation
EXO a interprété ce titre pour la première fois à la 17e édition des Mnet Asian Music Awards. Le groupe l'a par la suite intégré au programme de leur troisième tournée « EXO'rDIUM ».

## Succès commercial
La chanson a pris la neuvième place sur le Gaon Digital Chart, la 84e sur le Billboard Japan Hot 100 et la troisième place sur le Billboard World Digital Songs.

## Classements

### Classements hebdomadaires
| Classements                        | Meilleure position |
| ---------------------------------- | ------------------ |
| South Korea (Gaon)                 | 9                  |
| US World Digital Songs (Billboard) | 3                  |
| Japan Hot 100 (Billboard)          | 84                 |

### Classement mensuel
| Classement                  | Meilleure position |
| --------------------------- | ------------------ |
| South Korean singles (Gaon) | 44                 |

## Ventes
| Pays               | Ventes  |
| ------------------ | ------- |
| South Korea (Gaon) | 242 162 |